# 원피스 15기
일본 애니메이션 《원피스》 15기 '어인섬 편(漁人島編)은 오다 에이치로의 원작 만화를 기반으로 도에이 애니메이션이 제작하고 미야모토 히로아키가 감독한 열다섯 번째 시즌이다. 회차는 517 ~ 574화로, 57화에 달한다. 2011년 10월 2일부터 2012년 11월 25일까지 방영되었다.
어인섬 편에서는, 2년후 성장한 밀짚모자 일당의 이야기를 다룬다. 밀짚모자 일당은 신세계로 향하기 위해, 해저 10000미터 깊이에 있는 어인섬으로 향한다. 가는 길에 크라켄과 카리브 일당과 마주치고, 카리브를 인질로 삼는다. 하지만 어인섬에서 마담 셜리가 밀짚모자 일당이 어인섬을 멸망시킬 것이라고 예언하고, 어인섬 인어 납치 사건에 주동자로 몰리면서 점차 불청객이 된다. 하지만 때마침 일어난 어인들의 반란을 막아주고 어인섬의 영웅이 된 뒤, 신세계로 향한다.
어인섬 편에서 고대병기중 하나인 포세이돈이 인어공주인 시라호시인 것으로 밝혀지고, 성장한 밀짚모자 일당들의 새로운 기술들도 다 밝혀진다. (엘리펀트 건 등)